# Parque de la Bombilla (Madrid)
El parque de la Bombilla (denominada popularmente La Bombi) es un área ajardinada en Madrid, paralela al parque del Oeste (comunicada con el mismo por dos pasarelas). Antiguamente el espacio era empleado como viveros municipales para cultivar los árboles que posteriormente se incluían en las calles. El parque se encuentra situado entre la avenida de Valladolid, la Ciudad Universitaria y la antigua Estación del Norte, pasan entre ambos jardines las líneas ferroviarias de cercanías  C7 y C10. El 13 de junio de cada año parte del parque se convierte en el escenario principal de la festividades de San Antonio, además del Circo, en invierno y el Cine de Verano (con aparcamiento).

## Historia

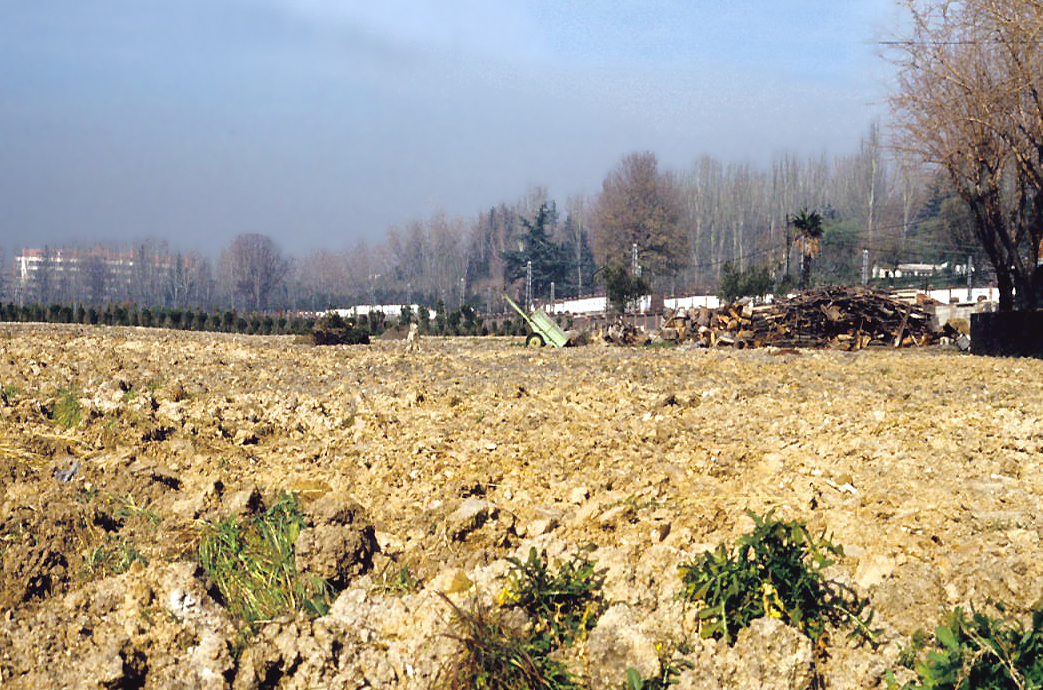
Tala y desbroce en 1976 en los antiguos Viveros de la Villa, para crear el parque de la Bombilla.

Corresponde a la parte más suroriental de la Dehesa de Amaniel, hoy Dehesa de la Villa, que llegaba hasta el Manzanares por debajo del actual parque del Oeste.
Su trazado desde el Palacio Real es el de un camino que recorrían antaño las carrozas reales, en la calle Bailén, hasta el monte de El Pardo. Este paseo arbolado de trazado recto, recibe el nombre de Senda del Rey y parte de su trazado original todavía puede recorrerse por el interior del parque. Al final del siglo XIX se transformó en viveros municipales y las cocheras de tranvías. Durante la defensa de Madrid en plena contienda civil este parque fue un frente de batalla durante la batalla de la Ciudad Universitaria.

## Características
En el interior del parque existen, bancos, diversas praderas, terrazas escalonadas por las que circulan canales de agua, un estanque y una fuente. Posee un área de 13 hectáreas.